# Maxey-sur-Meuse
Pour l’article homonyme, voir Maxey-sur-Vaise.
Maxey-sur-Meuse est une commune française située dans le département des Vosges en région Grand Est.
La commune de Maxey-sur-Vaise, dans le département de la Meuse, n'est distante que de 10 km.

## Géographie

### Localisation
Maxey-sur-Meuse est un village du Nord-Ouest vosgien, à 13 km de Neufchâteau, 34 km de Toul, 39 km de Commercy et 51 km de Nancy.
La Meuse coule à Maxey où elle reçoit les eaux du Vair, du ruisseau des Roises et de deux petits ruisseaux, celui du Vau et celui de Blanchonrupt. La présence de tous ces cours d’eau favorise la pêche.

Entrée du village.

### Géologie et relief
La commune se compose de 25,56 hectares de territoires artificialisés (2,34 %), 430,59 hectares de territoires agricoles (39,50 %) et 634,18 hectares de forêts et milieux semi-naturels (58,18 %).
Espaces naturels :
- Deux espaces protégés hors Natura 2000 :

Plateau de beauregard,
Noue du pont de pagny.
- Un espace protégé Natura 2000 :

Vallée de la Saônelle.
- Trois zones naturelles d'intérêt écologique, faunistique et floristique (Znieff) :

Vallée de la Meuse,
Pays de Neufchâteau,
Gîte à chiroptères de Jubainville, Bois brulé et bois de la Robe.
|                            | Brixey-aux-Chanoines Meuse |                            |
| Greux                      | Maxey-sur-Meuse            | Jubainville                |
| Domrémy-la-Pucelle Coussey | Moncel-sur-Vair            | Soulosse-sous-Saint-Élophe |

### Hydrographie et les eaux souterraines
Hydrogéologie et climatologie : Système d’information pour la gestion des eaux souterraines du bassin Rhin-Meuse :
Territoire communal : Occupation du sol (Corinne Land Cover); Cours d'eau (BD Carthage),
Géologie : Carte géologique; Coupes géologiques et techniques,
 Hydrogéologie : Masses d'eau souterraine; BD Lisa; Cartes piézométriques.
La commune est située dans le bassin versant de la Meuse au sein du bassin Rhin-Meuse. Elle est drainée par la Meuse, le Vair, le ruisseau des Chaudrons, le ruisseau des Roises, Noue du Pont de Pagny, le ruisseau de Blonchonrupt et le ruisseau du Vau,.
La Meuse prend sa source en France, dans la commune du Châtelet-sur-Meuse, à 409 mètres d'altitude, et se jette dans la mer du Nord après un cours long d'approximativement 950 kilomètres traversant la France sur 486 kilomètres, la Belgique et les Pays-Bas.
Le Vair, d'une longueur totale de 65,3 km, prend sa source dans la commune de Dombrot-le-Sec et se jette dans la Meuse sur le territoire communal, en limite avec Greux, après avoir traversé 23 communes.

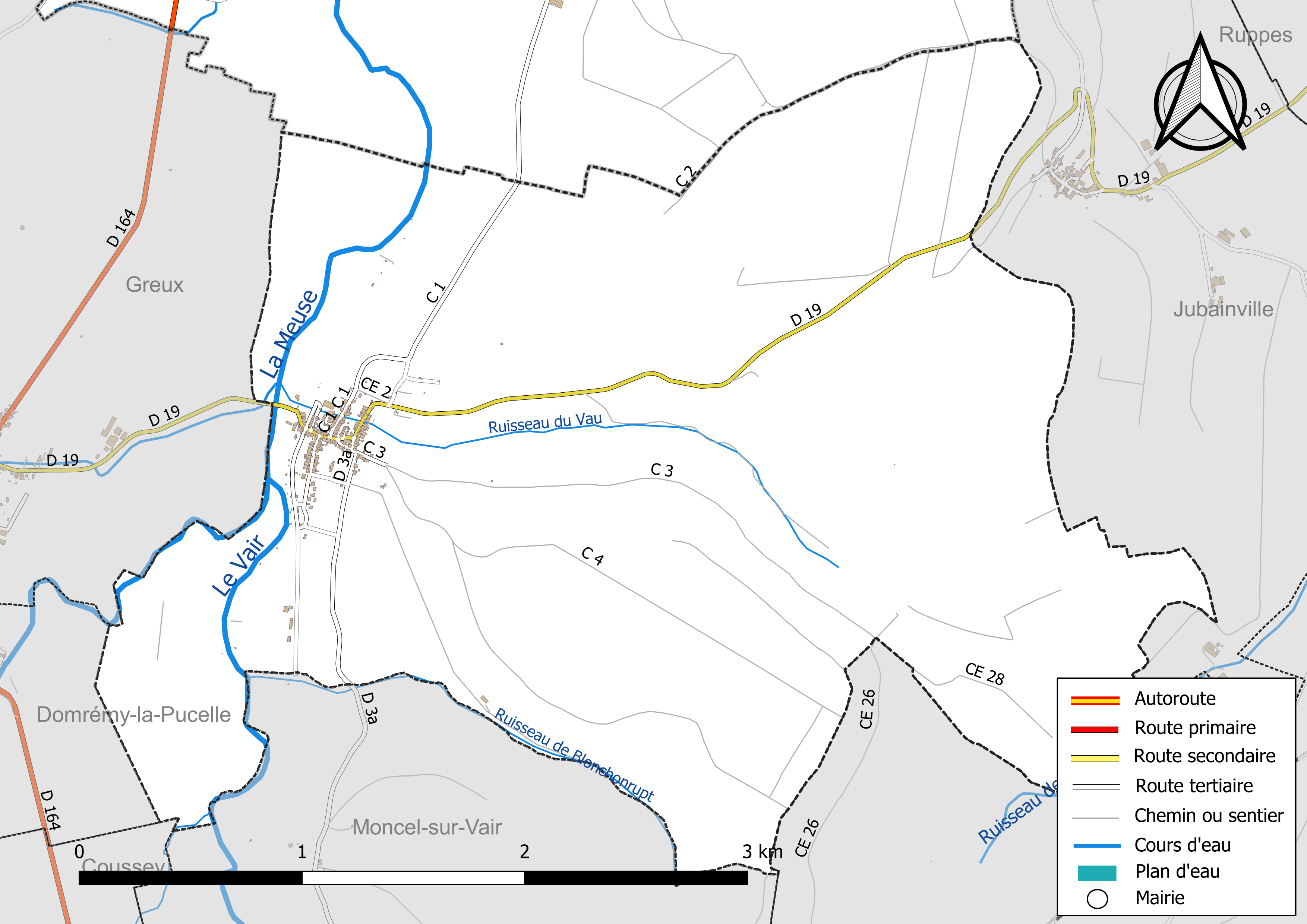
Réseaux hydrographique et routier de Maxey-sur-Meuse.

La qualité des eaux de baignade et des cours d’eau peut être consultée sur un site dédié géré par les agences de l’eau et l’Agence française pour la biodiversité.

### Climat
Pour des articles plus généraux, voir Climat du Grand Est et Climat des Vosges.
En 2010, le climat de la commune est de type climat de montagne, selon une étude du Centre national de la recherche scientifique s'appuyant sur une série de données couvrant la période 1971-2000. En 2020, Météo-France publie une typologie des climats de la France métropolitaine dans laquelle la commune est exposée à un climat océanique altéré et est dans la région climatique  Lorraine, plateau de Langres, Morvan, caractérisée par un hiver rude (1,5 °C), des vents modérés et des brouillards fréquents en automne et hiver. 
Pour la période 1971-2000, la température annuelle moyenne est de 9,6 °C, avec une amplitude thermique annuelle de 16,8 °C. Le cumul annuel moyen de précipitations est de 959 mm, avec 13,3 jours de précipitations en janvier et 9,5 jours en juillet. Pour la période 1991-2020, la température moyenne annuelle observée sur la station météorologique de Météo-France la plus proche, « Rollainville », sur la commune de Rollainville à 10 km à vol d'oiseau, est de 10,3 °C et le cumul annuel moyen de précipitations est de 860,3 mm. 
La température maximale relevée sur cette station est de 39,6 °C, atteinte le 25 juillet 2019 ; la température minimale est de −18,2 °C, atteinte le 20 décembre 2009,,. 
Les paramètres climatiques de la commune ont été estimés pour le milieu du siècle (2041-2070) selon différents scénarios d'émission de gaz à effet de serre à partir des nouvelles projections climatiques de référence DRIAS-2020. Ils sont consultables sur un site dédié publié par Météo-France en novembre 2022.

## Urbanisme

### Typologie
Au 1er janvier 2024, Maxey-sur-Meuse est catégorisée commune rurale à habitat dispersé, selon la nouvelle grille communale de densité à sept niveaux définie par l'Insee en 2022.
Elle est située hors unité urbaine. Par ailleurs la commune fait partie de l'aire d'attraction de Neufchâteau, dont elle est une commune de la couronne,. Cette aire, qui regroupe 72 communes, est catégorisée dans les aires de moins de 50 000 habitants,.

### Occupation des sols
L'occupation des sols de la commune, telle qu'elle ressort de la base de données européenne d’occupation biophysique des sols Corine Land Cover (CLC), est marquée par l'importance des forêts et milieux semi-naturels (58,3 % en 2018), une proportion identique à celle de 1990 (58,3 %). La répartition détaillée en 2018 est la suivante : 
forêts (55,9 %), terres arables (20,8 %), prairies (18,6 %), zones urbanisées (2,3 %), milieux à végétation arbustive et/ou herbacée (2,3 %). L'évolution de l’occupation des sols de la commune et de ses infrastructures peut être observée sur les différentes représentations cartographiques du territoire : la carte de Cassini (XVIIIe siècle), la carte d'état-major (1820-1866) et les cartes ou photos aériennes de l'IGN pour la période actuelle (1950 à aujourd'hui).

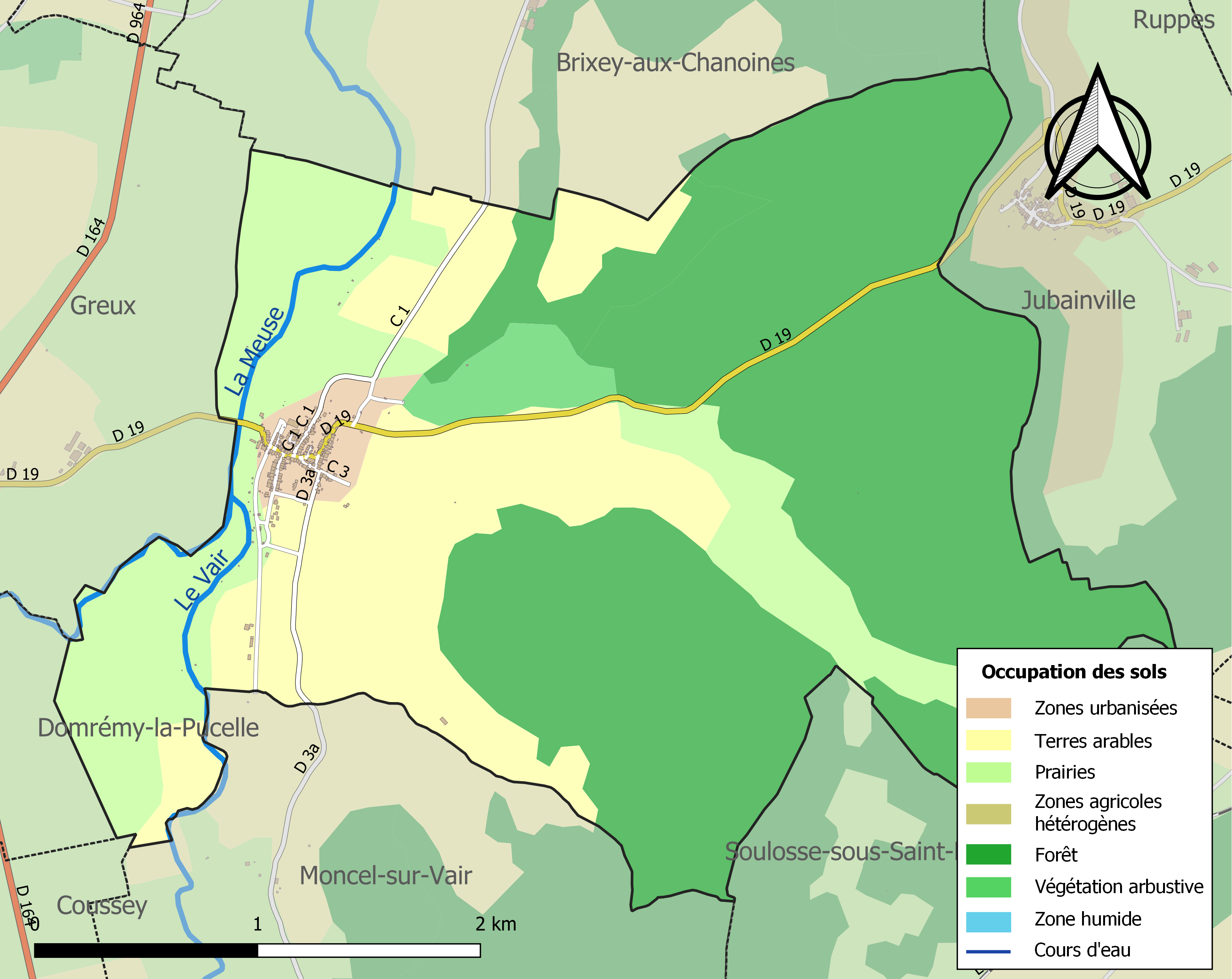
Carte des infrastructures et de l'occupation des sols de la commune en 2018 (CLC).

### Voies de communications et transports

#### Voies routières
- A31 (aussi appelée autoroute de Lorraine-Bourgogne). Échangeurs Châtenois, Colombey-les-Belles[24].

#### Transports en commun

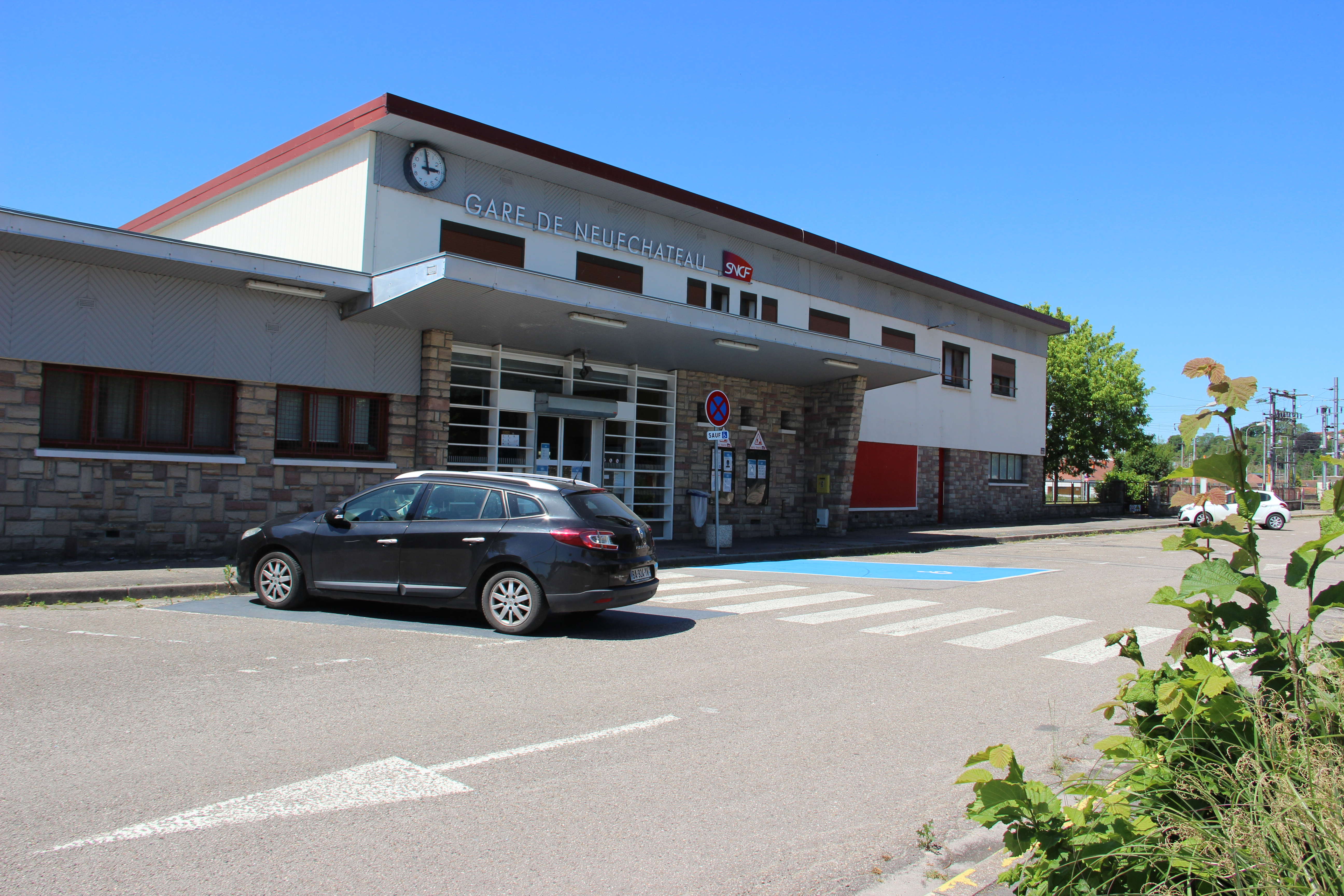
Gare de Neufchâteau.

- Fluo Grand Est.

#### Lignes SNCF
- Gare de Neufchâteau
- Gare de Contrexéville

#### Transports aériens
- L'Aéroport d'Épinal-Mirecourt « Vosges Aéroport ».

À partir de l'été 2021, l’aéroport d’Épinal-Mirecourt est devenu le "pélicandrome" de la Zone Est et servira ainsi de base de ravitaillement et d’intervention pour les avions bombardiers d’eau connus sous le nom de Dash 8.
- Aéroport de Nancy-Essey.
- Aérodrome de Langres - Rolampont.

## Toponymie
Le nom de la localité est attesté sous les formes Mazey sur Meuze (1455), ; Marci (1256) ; Marcey desouz Brissei (1282) ; Marcey la Ville (1302) ; Marcey sus Mueze (1331) ; De Marceyo, Marxeyo sub tus Brixeyum (1402) ; De Marceyo subtus Here (1402) ; Marsey (1441) ; Maxey soubz Brixey (1427) ; Marxey dessoubz Brixey (1440) ; Mazey sur Meuze (1455) ; Marcey soubz Bricey on duchié de Bar (1456) ; Marcey soubz Bricey (1488 ?) ; Marcy près Brecy (1498) ; Mercy (1514) ; Marcy soubz Brixi (1538) ; Marxey soub Brexey (1539) ; Maxey soubz Brixey, soubz Brizey (1587) ; Maxey soubz Brixey (1594) ; Maxey soub Brissé (vers 1600) ; Massey sur Meuze (1630) ; Maissey souz Brixeg (1656) ; Maxey soubs Brexe (XVIIe siècle) ; Massey sous Brissey (1737) ; Maxey sous Brixey, …on prononce Massé (1753) ; Macey, Marceium ad Mosam (1768).

Maxey est drainée par la Meuse ; en néerlandais et en allemand, Maas ; en wallon, Moûse ; en latin Mosa est un fleuve européen qui prend sa source en France et se jette dans la mer du Nord traversant la France, la Belgique et les Pays-Bas.

## Histoire
La première mention du toponyme de Maxey-sur-Meuse remonterait à 1097. Le 5 mai 1456, les élus de Langres rendent une sentence par laquelle, en conséquence de lettres-patentes du roi Charles VII, du 1er mars 1455, qui déclarent les habitants de Maxey de même condition et franchise que ceux de Bar, ils les déchargent des tailles, aides et gabelles imposées sur eux par les officiers du roi.
Les seigneurs du ban de Maxey adressèrent, le 13 juillet 1611, une requête au comte de Vaudémont pour obtenir la permission d'établir un prévôt au ban de Maxey à la place des quatre maires ; on n'en connaît pas la suite.
Les habitants de Maxey devaient annuellement, pour droit de garde, un resal d'avoine et une poule par conduit.
Au XVIe siècle, Maxey-sur-Meuse est partagée entre la prévôté lorraine de Châtenois et Neufchâteau, la prévôté barisienne de Gondrecourt et la châtellenie champenoise de Montéclaire. L'ensemble fut attribué au duc de Lorraine par l'article XVI du traité du 21 janvier 1718 et compris, aux termes de l'édit de juin 1751, dans le bailliage de Neufchâteau.
L'église, sous le vocable de l'Assomption, relevait du diocèse de Toul, doyenné de Neufchâteau. La cure était à la collation de l'abbé de Saint-Mansuy de Toul et au concours. Un tiers des dîmes était au curé, les deux tiers aux religieux de Saint-Mansuy, sauf l/9e que percevait le seigneur de Ruppes.
De 1790 à l'an X, Maxey-sur-Meuse fait partie du canton de Ruppes.
La mairie a été construite en 1880, l'école des garçons en 1860 et l'école des filles en 1858.

## Politique et administration

### Budget et fiscalité 2023

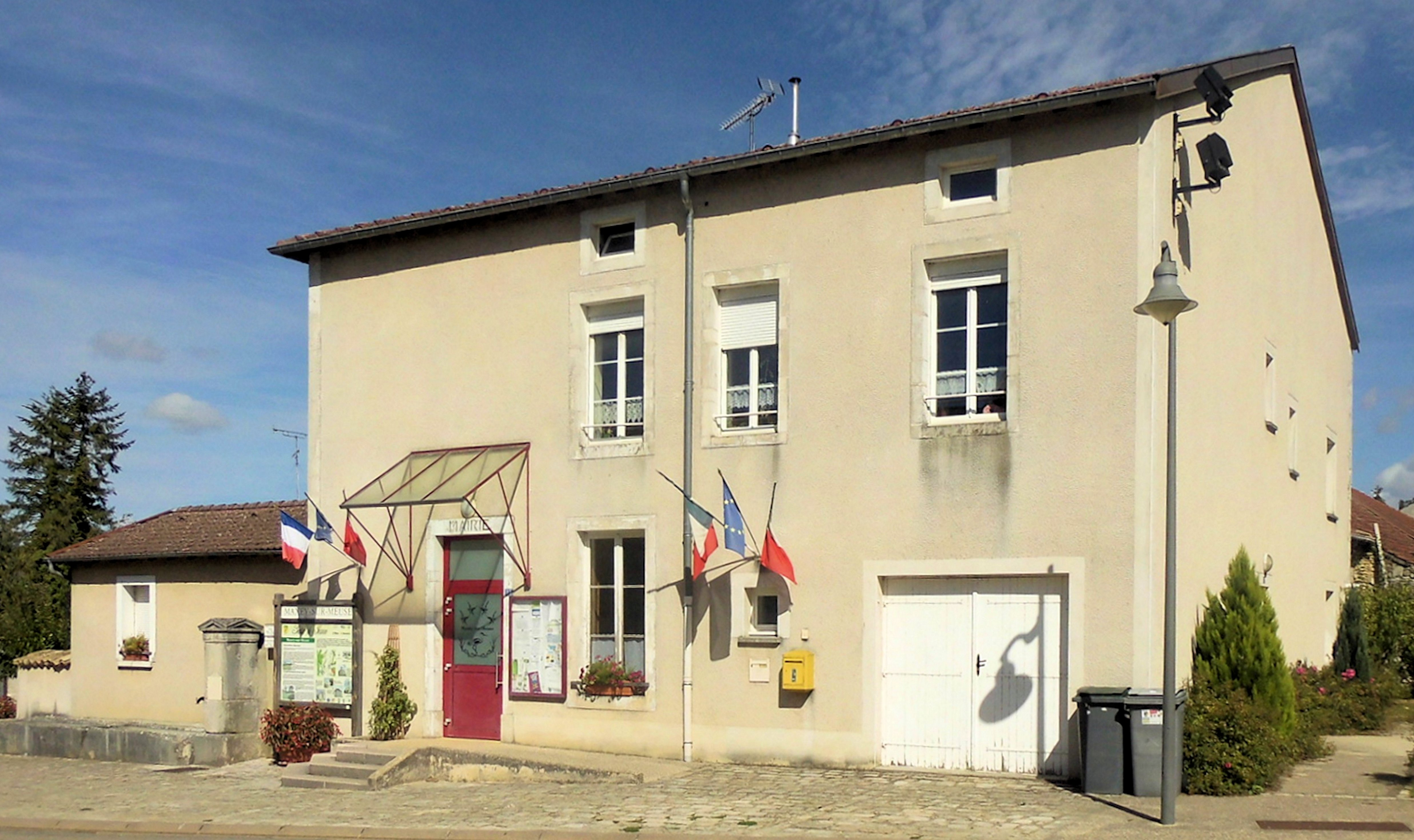
La mairie.

En 2023, le budget de la commune était constitué ainsi :
- total des produits de fonctionnement : 164 000 €, soit 745 € par habitant ;
- total des charges de fonctionnement : 181 000 €, soit 821 € par habitant ;
- total des ressources d'investissement : 5 000 €, soit 23 € par habitant ;
- total des emplois d'investissement : 31 000 €, soit 143 € par habitant ;
- endettement : 91 000 €, soit 414 € par habitant.

Avec les taux de fiscalité suivants :
- taxe d'habitation : 16,61 % ;
- taxe foncière sur les propriétés bâties : 34,63 % ;
- taxe foncière sur les propriétés non bâties : 15,00 % ;
- taxe additionnelle à la taxe foncière sur les propriétés non bâties : 0,00 % ;
- cotisation foncière des entreprises : 0,00 %.

Chiffres clés Revenus et pauvreté des ménages en 2021 : médiane en 2021 du revenu disponible, par unité de consommation : 23 120 €.

### Liste des maires
| Période                                  | Période                  | Identité          | Étiquette | Qualité                                                 |
| ---------------------------------------- | ------------------------ | ----------------- | --------- | ------------------------------------------------------- |
| Les données manquantes sont à compléter. |                          |                   |           |                                                         |
| 1947                                     | 1974                     | Raymond Beigue    |           | Instituteur, apiculteur                                 |
| 1974                                     | 1994                     | Jean Fauvet       |           | Gérant de menuiserie                                    |
| 1994                                     | octobre 2016             | Claude Fauvet     |           | Gérant de menuiserie, fils du précédent, démissionnaire |
| 2016                                     | 2020                     | Thierry Thouvenin |           |                                                         |
| 2020                                     | En cours (au 04/07/2020) | Pascal Jacquinet  |           | [ 31 ]                                                  |

## Population et société

### Démographie

#### Évolution démographique
L'évolution du nombre d'habitants est connue à travers les recensements de la population effectués dans la commune depuis 1793. Pour les communes de moins de 10 000 habitants, une enquête de recensement portant sur toute la population est réalisée tous les cinq ans, les populations de référence des années intermédiaires étant quant à elles estimées par interpolation ou extrapolation. Pour la commune, le premier recensement exhaustif entrant dans le cadre du nouveau dispositif a été réalisé en 2004.

En 2022, la commune comptait 216 habitants, en évolution de −6,9 % par rapport à 2016 (Vosges : −2,96 %, France hors Mayotte : +2,11 %).
| 1793 | 1800 | 1806 | 1821 | 1831 | 1836 | 1841 | 1846 | 1856 |
| ---- | ---- | ---- | ---- | ---- | ---- | ---- | ---- | ---- |
| 518  | 507  | 515  | 510  | 626  | 612  | 582  | 567  | 528  |

| 1861 | 1866 | 1876 | 1881 | 1886 | 1891 | 1896 | 1901 | 1906 |
| ---- | ---- | ---- | ---- | ---- | ---- | ---- | ---- | ---- |
| 532  | 506  | 481  | 458  | 444  | 469  | 434  | 375  | 364  |

| 1911 | 1921 | 1926 | 1931 | 1936 | 1946 | 1954 | 1962 | 1968 |
| ---- | ---- | ---- | ---- | ---- | ---- | ---- | ---- | ---- |
| 335  | 338  | 301  | 304  | 304  | 280  | 266  | 286  | 252  |

| 1975 | 1982 | 1990 | 1999 | 2004 | 2006 | 2009 | 2014 | 2019 |
| ---- | ---- | ---- | ---- | ---- | ---- | ---- | ---- | ---- |
| 220  | 205  | 225  | 267  | 269  | 262  | 262  | 239  | 216  |

| 2022 | - | - | - | - | - | - | - | - |
| ---- | - | - | - | - | - | - | - | - |
| 216  | - | - | - | - | - | - | - | - |

### Enseignement
Établissements d'enseignements :
- Écoles maternelles et primaires à Maxey-sur-Meuse, Domrémy-la-Pucelle, Soulosse-sous-Saint-Élophe, Coussey, Martigny-les-Gerbonvaux.
- Collèges à Neufchâteau, Colombey-les-Belles, Vaucouleurs, Gondrecourt-le-Château.
- Lycées à Neufchâteau.

### Santé
Professionnels et établissements de santé :
- Médecins à Coussey, Sauvigny, Neufchâteau, Allamps, Gondrecourt-le-Château, Vaucouleurs.
- Pharmacies à Coussey, Neufchâteau, Gondrecourt-le-Château, Vaucouleurs, Liffol-le-Grand, Colombey-les-Belles.
- Hôpitaux à Neufchâteau, Dommartin-lès-Toul, Toul, Vittel.

### Cultes
- Culte catholique, Paroisse Saint-Nicolas-Sainte-Jeanne-d'Arc[38], Diocèse de Saint-Dié.

## Économie

### Entreprises et commerces

#### Commerces
- Commerces et services de proximité[39].

## Culture locale et patrimoine

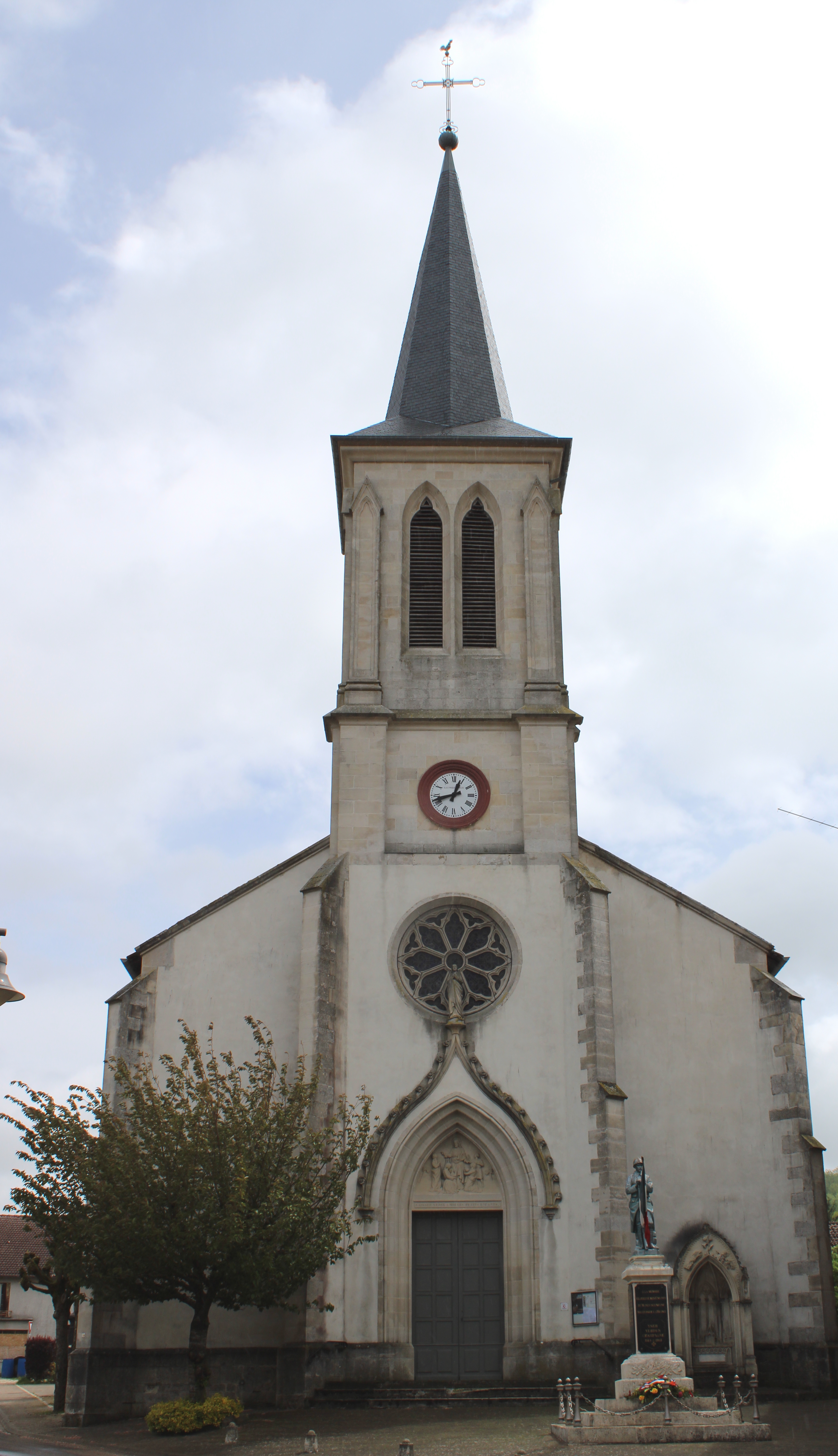
L'église l'Assomption-de-Notre-Dame.
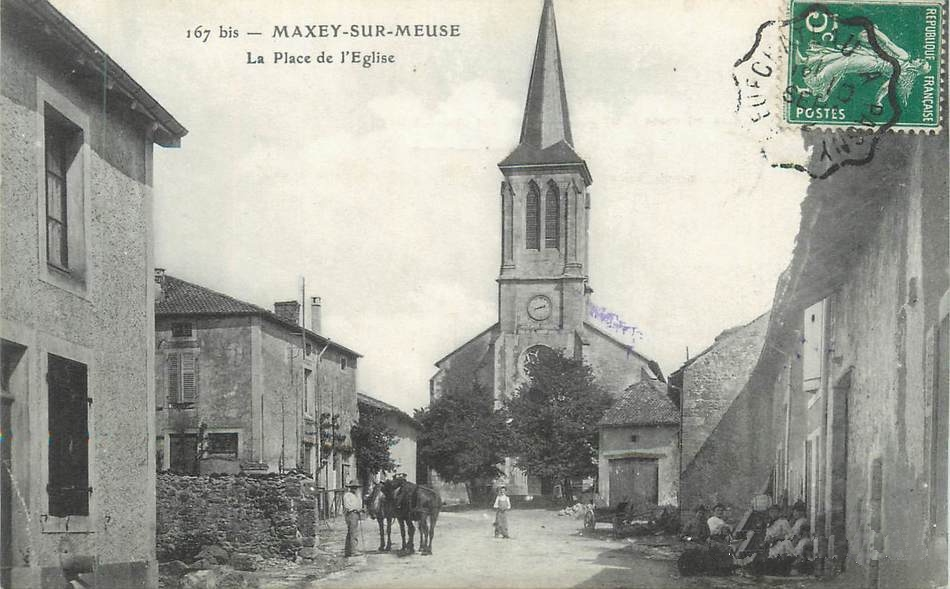
Carte postale de la place de l'église vers 1920.
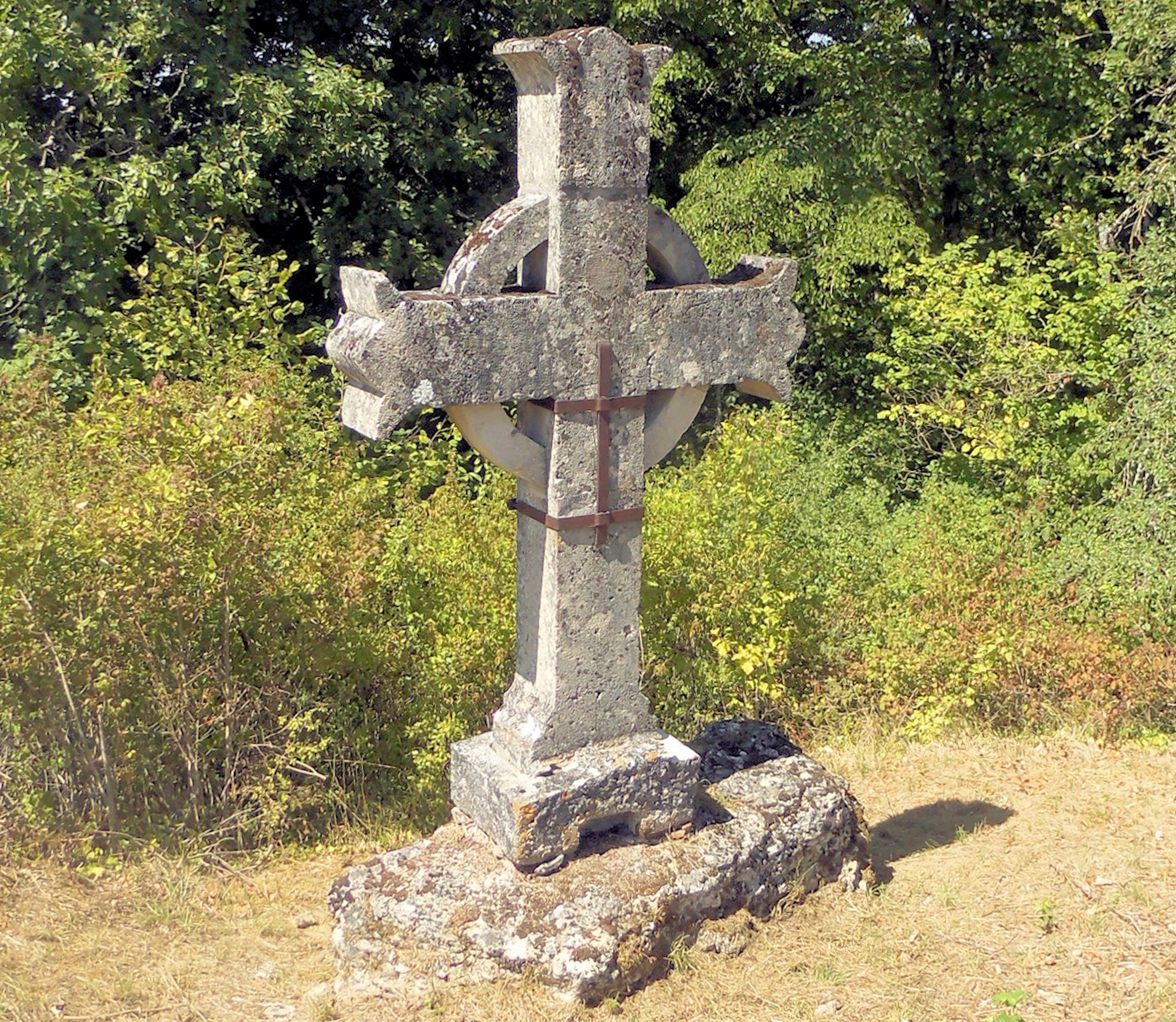
La croix celtique du plateau de Beauregard.
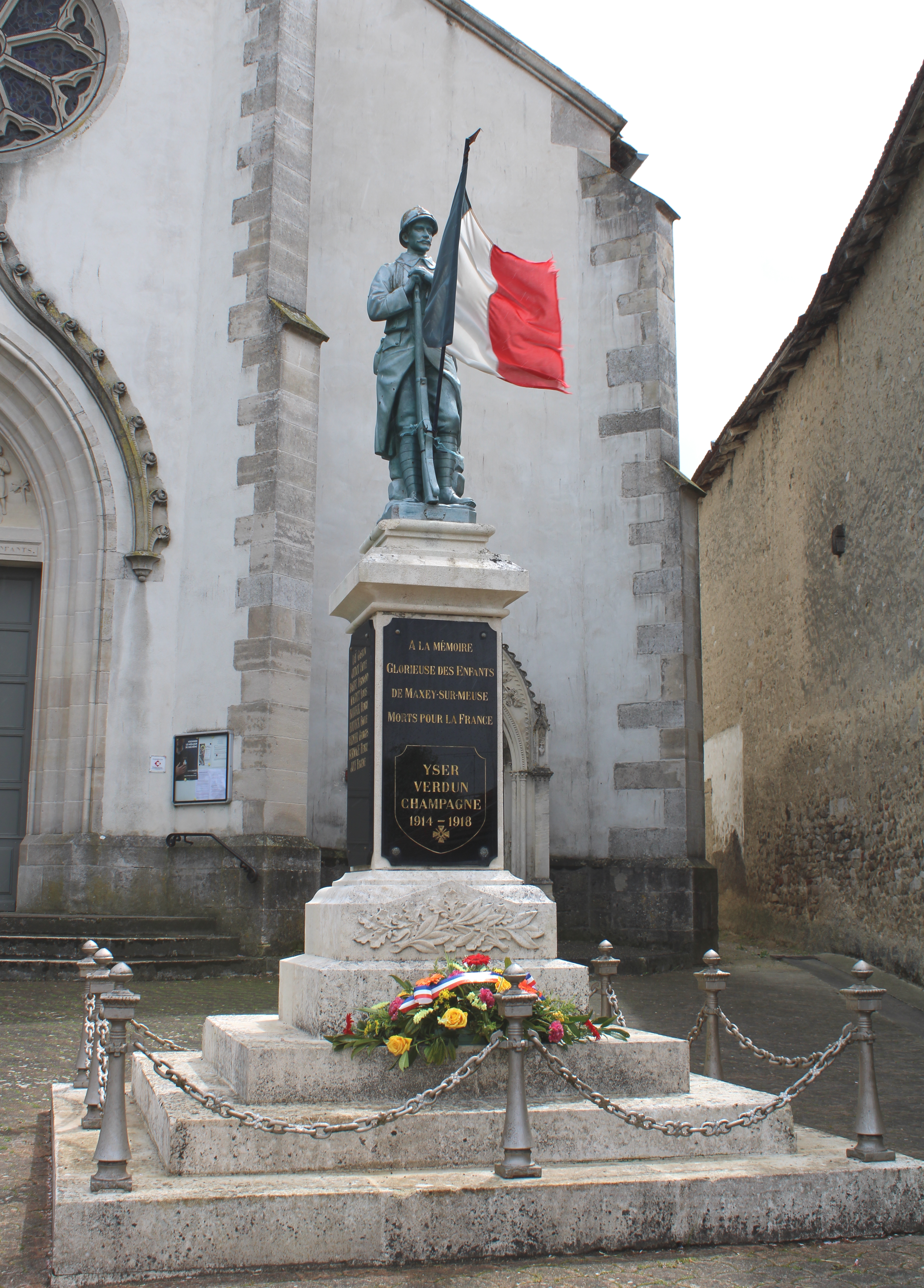
Le monument aux morts.

### Lieux et monuments
- L'église l'Assomption-de-Notre-Dame[40].

Patrimoine mobilier :
* statue : Saint Jean-Baptiste.
* statue : Vierge à l'Enfant dite Notre-Dame de Maxey.
* patène
- La chapelle Notre-Dame de Pitié ou Chapelle de Beauregard. Une restauration de cette chapelle a été réalisé en 2007[44] avec le concours de la Fondation du Patrimoine[45],[46].

Elle abrite de nombreuses statues parmi lesquelles :
* une piéta polychrome en pierre du XIIIe siècle.
* statue : Vierge de Pitié.
- La pelouse calcaire du plateau de Beauregard est un écosystème caractérisé par la présence de nombreuses espèces d'orchidées ainsi que d'une faune (reptiles et insectes) particulière[49],[50].
- La motte castrale située derrière le chevet de la chapelle de Beauregard, sur un éperon, dominant la vallée de la Meuse. La motte ronde fossoyée a une plate-forme de 15 3 de diamètre[51].

* tableau : Assomption de la Vierge.
- Monument aux morts, monument commémoratif[53],[54],[55].

Nécropoles françaises des Vosges : Nécropole nationale de Neufchâteau.

### Personnalités liées à la commune
- Maître Guinot, notaire, président du conseil de fabrique[57].
- Raymond Beigue, maire de Maxey-sur-Meuse de 1947 à 1974 et conseiller général du canton de Coussey de 1970 à 1985, instituteur-apiculteur, grand résistant.
- Gérard Vinet, poète latin du XVIe siècle, est né à Maxey-sur-Meuse[58].

### Héraldique
Commune sans blason.

## Pour approfondir